# Strada regionale 485 Corridonia - Maceratese
La strada regionale 485 Corridonia Maceratese (SR 485) è una strada regionale italiana che collega la costa maceratese con il capoluogo.
Precedentemente era stata classificata come strada statale 485 Corridonia Maceratese (SS 485) e poi come strada provinciale 485 Civitanova Marche-Macerata (SP 485),

## Percorso
La strada ha inizio distaccandosi dalla strada statale 16 Adriatica al centro della frazione di Portocivitanova nel comune di Civitanova Marche. Durante tutto il suo percorso corre parallelamente alla strada statale 77 della Val di Chienti, nel tratto precedentemente classificato come raccordo autostradale Civitanova Marche-Tolentino.
Dopo aver superato l'A14 Bologna-Taranto, raggiunge la frazione di Santa Maria Apparente e quella di Montecosaro Scalo. La strada si avvicina quindi sempre di più al corso del Chienti fino a costeggiarlo nei pressi di Piediripa, frazione di Macerata. Il percorso termina innestandosi sul tratto ormai declassato della strada statale 77 della Val di Chienti che proseguiva verso il capoluogo marchigiano, nella frazione di Sforzacosta.
In seguito al decreto legislativo n. 112 del 1998, dal 2001, la gestione è passata dall'ANAS alla Regione Marche: in realtà su sollecitazione di quest'ultima, la strada è passata di proprietà alla Provincia di Macerata.
A seguito al trasferimento della proprietà della strada dall'ANAS alla Regione Marche, avvenuto 24 novembre 2018, e del Decreto Dirigenziale n. 172/TPL del 4/02/2019, la strada viene rinominata "Strada Regionale 485 Corridonia - Maceratese".